# Mark Noble
Mark James Noble (ur. 8 maja 1987 w Londynie) – angielski piłkarz występujący na pozycji środkowego pomocnika w West Ham United.

## Kariera klubowa
Noble swoją karierę piłkarską rozpoczął w roku 2000 w szkółce piłkarskiej drużyny West Ham United. W wieku 15 lat zadebiutował w rezerwach tego klubu, stając się zarazem najmłodszym piłkarzem w historii drużyny, który tego dokonał. W lipcu 2003 roku Anglik został włączony do pierwszej drużyny West Hamu. Swój debiut zaliczył 24 sierpnia 2004 roku w wygranym 2:0 spotkaniu z Southend United w ramach Pucharu Ligi. W lidze swój pierwszy występ zaliczył 15 stycznia 2005 roku w pojedynku League Championship z Wolverhampton Wanderers. Sezon 2004/05 Noble zakończył z 16 ligowymi występami a jego drużyna 6. miejsce w lidze i po play-offach awansowała do Premier League. Zajął także drugie miejsce w plebiscycie na najlepszego piłkarza sezonu West Hamu United.
W najwyższej lidze piłkarskiej w Anglii Noble zadebiutował 13 sierpnia 2005 w wygranym 3:1 pojedynku z Blackburn Rovers. Anglik wystąpił jeszcze w pięciu meczach, po czym 6 lutego 2006 roku trafił na trzymiesięczne wypożyczenie do Hull City. Zadebiutował tam 18 lutego w pojedynku z Cardiff City. Noble zagrał tam jeszcze w czterech meczach, po czym w maju powrócił do Londynu.
18 sierpnia 2006 został ponownie wypożyczony, tym razem do Ipswich Town. Swój pierwszy występ w tym zespole zaliczył 19 sierpnia, kiedy to wystąpił w meczu z Hull City. We wrześniowym spotkaniu z Coventry City, wygranym przez jego drużynę 2:1 zdobył swoją pierwszą bramkę w karierze. W listopadzie Noble powrócił na Boleyn Ground. Łącznie grając w Ipswich Town zaliczył 13 ligowych występów oraz zdobył jedną bramkę. 6 stycznia 2007, w spotkaniu trzeciej rundy Pucharu Anglii z Brighton & Hove Albion zdobył swojego pierwszego gola dla West Hamu. W marcowym pojedynku z Tottenhamem Hotspur zaliczył natomiast swoje pierwsze trafienie w Premier League. W sezonie 2006/07 Noble zaliczył 10 ligowych występów. Rok później Anglik wystąpił już w 31 meczach oraz zdobył trzy bramki (w meczach z Birmingham City, Liverpoolem i Newcastle United). 21 marca w ligowym spotkaniu z Blackburn Rovers Noble po raz 100 wystąpił w West Ham United, w meczu tym zdobył także bramkę. 15 maja 2022 roku po raz ostatni zagrał dla West Hamu na własnym stadionie. Po sezonie Mark Noble zakończył piłkarską karierę.

## Kariera reprezentacyjna
Noble był kapitanem reprezentacji Anglii do lat 18. Wystąpił także wraz z kadrą na Mistrzostwach Europy U-19 w roku 2005. W reprezentacji do lat 21 swój debiut zaliczył natomiast 11 czerwca 2007 roku, kiedy to zmienił Toma Huddlestone'a w 82. minucie spotkania z Czechami w trakcie Mistrzostw Europy. Swoją pierwszą bramkę w tej kategorii wiekowej zdobył 11 września tego samego roku w pojedynku z Bułgarią. Łącznie w kadrze U-21 Noble zaliczył 14 występów oraz zdobył trzy bramki.